# Calicotome villosa
Calicotome villosa (Poir.) Link – gatunek rośliny jednorocznej z rodziny bobowatych. W formie dzikiej występuje w Afryce Północnej (Algieria, Maroko, Libia, Tunezja), Azji Zachodniej (Cypr, Izrael, Jordania, Liban, Syria, Turcja) i Europie (Albania, Grecja, Włochy, Hiszpania, Portugalia i Francja.

## Morfologia i biologia
Krzew o wysokości do 3 m, pokrojem podobny do żarnowców. Pędy bardzo gęsto pokryte trójdzielnymi cierniami. Ma 3-listkowe liście i żółte kwiaty motylkowe. Owocem jest gęsto owłosiony strąk o długości do 5 cm. Na obszarze swojego naturalnego występowania kwitnie od stycznia do marca. Rośnie na półpustyniach i w górach.

## Obecność w kulturze
Badacze roślin biblijnych J. Maillat i S. Maillat uważają, że z rośliny tej wykonano koronę cierniową, którą żołnierze rzymscy założyli na głowę Jezusa Chrystusa. Jest to jednak zdanie odosobnione, pozostali badacze roślin biblijnych twierdzą, że koronę cierniową zrobiono z rośliny o nazwie głożyna cierń Chrystusa (Ziziphus spina-christi) i krwiściągu ciernistego (Sarcopoterium spinosum).